# Lijst van planetoïden 103001-103100
Dit is een lijst van planetoïden 103001-103100 in volgorde van catalogusnummer van het Minor Planet Center. Voor de volledige lijst zie de lijst van planetoïden.
| Naam                      | Voorlopige naamgeving | Datum ontdekking | Locatie ontdekking | Ontdekker              |
| ------------------------- | --------------------- | ---------------- | ------------------ | ---------------------- |
| (103001) -                | 1999 XW95             | 9 december 1999  | Oizumi             | T. Kobayashi           |
| (103002) -                | 1999 XH98             | 7 december 1999  | Socorro            | LINEAR                 |
| (103003) -                | 1999 XN98             | 7 december 1999  | Socorro            | LINEAR                 |
| (103004) -                | 1999 XR98             | 7 december 1999  | Socorro            | LINEAR                 |
| (103005) -                | 1999 XN99             | 7 december 1999  | Socorro            | LINEAR                 |
| (103006) -                | 1999 XW99             | 7 december 1999  | Socorro            | LINEAR                 |
| (103007) -                | 1999 XD100            | 7 december 1999  | Socorro            | LINEAR                 |
| (103008) -                | 1999 XX100            | 7 december 1999  | Socorro            | LINEAR                 |
| (103009) -                | 1999 XW101            | 7 december 1999  | Socorro            | LINEAR                 |
| (103010) -                | 1999 XQ102            | 7 december 1999  | Socorro            | LINEAR                 |
| (103011) -                | 1999 XG103            | 7 december 1999  | Socorro            | LINEAR                 |
| (103012) -                | 1999 XT103            | 7 december 1999  | Socorro            | LINEAR                 |
| (103013) -                | 1999 XV103            | 7 december 1999  | Socorro            | LINEAR                 |
| (103014) -                | 1999 XD104            | 9 december 1999  | Gekko              | T. Kagawa              |
| (103015) Gianfrancomarcon | 1999 XF104            | 8 december 1999  | Campo Catino       | Campo Catino           |
| (103016) Davidčástek      | 1999 XH105            | 8 december 1999  | Ondřejov           | P. Pravec, P. Kušnirák |
| (103017) -                | 1999 XR105            | 11 december 1999 | Oaxaca             | J. M. Roe              |
| (103018) -                | 1999 XW105            | 11 december 1999 | Oizumi             | T. Kobayashi           |
| (103019) -                | 1999 XG106            | 11 december 1999 | Prescott           | P. G. Comba            |
| (103020) -                | 1999 XP106            | 4 december 1999  | Catalina           | CSS                    |
| (103021) -                | 1999 XM109            | 4 december 1999  | Catalina           | CSS                    |
| (103022) -                | 1999 XU109            | 4 december 1999  | Catalina           | CSS                    |
| (103023) -                | 1999 XD110            | 4 december 1999  | Catalina           | CSS                    |
| (103024) -                | 1999 XG110            | 4 december 1999  | Catalina           | CSS                    |
| (103025) -                | 1999 XQ110            | 5 december 1999  | Catalina           | CSS                    |
| (103026) -                | 1999 XN111            | 8 december 1999  | Catalina           | CSS                    |
| (103027) -                | 1999 XS112            | 11 december 1999 | Socorro            | LINEAR                 |
| (103028) -                | 1999 XJ114            | 11 december 1999 | Socorro            | LINEAR                 |
| (103029) -                | 1999 XL114            | 11 december 1999 | Socorro            | LINEAR                 |
| (103030) -                | 1999 XH115            | 4 december 1999  | Catalina           | CSS                    |
| (103031) -                | 1999 XN115            | 4 december 1999  | Catalina           | CSS                    |
| (103032) -                | 1999 XJ116            | 5 december 1999  | Catalina           | CSS                    |
| (103033) -                | 1999 XP116            | 5 december 1999  | Catalina           | CSS                    |
| (103034) -                | 1999 XD117            | 5 december 1999  | Catalina           | CSS                    |
| (103035) -                | 1999 XY117            | 5 december 1999  | Catalina           | CSS                    |
| (103036) -                | 1999 XP118            | 5 december 1999  | Catalina           | CSS                    |
| (103037) -                | 1999 XK119            | 5 december 1999  | Catalina           | CSS                    |
| (103038) -                | 1999 XR119            | 5 december 1999  | Catalina           | CSS                    |
| (103039) -                | 1999 XB121            | 5 december 1999  | Catalina           | CSS                    |
| (103040) -                | 1999 XH121            | 5 december 1999  | Catalina           | CSS                    |
| (103041) -                | 1999 XN121            | 5 december 1999  | Catalina           | CSS                    |
| (103042) -                | 1999 XO122            | 7 december 1999  | Catalina           | CSS                    |
| (103043) -                | 1999 XP122            | 7 december 1999  | Catalina           | CSS                    |
| (103044) -                | 1999 XH123            | 7 december 1999  | Catalina           | CSS                    |
| (103045) -                | 1999 XH128            | 7 december 1999  | Socorro            | LINEAR                 |
| (103046) -                | 1999 XU128            | 12 december 1999 | Socorro            | LINEAR                 |
| (103047) -                | 1999 XV128            | 12 december 1999 | Socorro            | LINEAR                 |
| (103048) -                | 1999 XW128            | 12 december 1999 | Socorro            | LINEAR                 |
| (103049) -                | 1999 XF129            | 12 december 1999 | Socorro            | LINEAR                 |
| (103050) -                | 1999 XV129            | 12 december 1999 | Socorro            | LINEAR                 |
| (103051) -                | 1999 XD130            | 12 december 1999 | Socorro            | LINEAR                 |
| (103052) -                | 1999 XT131            | 12 december 1999 | Socorro            | LINEAR                 |
| (103053) -                | 1999 XH134            | 12 december 1999 | Socorro            | LINEAR                 |
| (103054) -                | 1999 XL134            | 12 december 1999 | Socorro            | LINEAR                 |
| (103055) -                | 1999 XR134            | 5 december 1999  | Socorro            | LINEAR                 |
| (103056) -                | 1999 XX134            | 5 december 1999  | Socorro            | LINEAR                 |
| (103057) -                | 1999 XN135            | 8 december 1999  | Socorro            | LINEAR                 |
| (103058) -                | 1999 XQ135            | 8 december 1999  | Socorro            | LINEAR                 |
| (103059) -                | 1999 XV136            | 14 december 1999 | Fountain Hills     | C. W. Juels            |
| (103060) -                | 1999 XD137            | 5 december 1999  | Anderson Mesa      | LONEOS                 |
| (103061) -                | 1999 XZ138            | 5 december 1999  | Kitt Peak          | Spacewatch             |
| (103062) -                | 1999 XU139            | 2 december 1999  | Kitt Peak          | Spacewatch             |
| (103063) -                | 1999 XL140            | 2 december 1999  | Kitt Peak          | Spacewatch             |
| (103064) -                | 1999 XF141            | 3 december 1999  | Kitt Peak          | Spacewatch             |
| (103065) -                | 1999 XH141            | 4 december 1999  | Kitt Peak          | Spacewatch             |
| (103066) -                | 1999 XO141            | 15 december 1999 | Kitt Peak          | Spacewatch             |
| (103067) -                | 1999 XA143            | 14 december 1999 | Socorro            | LINEAR                 |
| (103068) -                | 1999 XD145            | 7 december 1999  | Kitt Peak          | Spacewatch             |
| (103069) -                | 1999 XN145            | 7 december 1999  | Kitt Peak          | Spacewatch             |
| (103070) -                | 1999 XC148            | 7 december 1999  | Kitt Peak          | Spacewatch             |
| (103071) -                | 1999 XU150            | 8 december 1999  | Kitt Peak          | Spacewatch             |
| (103072) -                | 1999 XJ151            | 13 december 1999 | Anderson Mesa      | LONEOS                 |
| (103073) -                | 1999 XO151            | 7 december 1999  | Kitt Peak          | Spacewatch             |
| (103074) -                | 1999 XZ151            | 7 december 1999  | Kitt Peak          | Spacewatch             |
| (103075) -                | 1999 XC152            | 8 december 1999  | Kitt Peak          | Spacewatch             |
| (103076) -                | 1999 XM152            | 13 december 1999 | Anderson Mesa      | LONEOS                 |
| (103077) -                | 1999 XA153            | 7 december 1999  | Socorro            | LINEAR                 |
| (103078) -                | 1999 XX153            | 8 december 1999  | Socorro            | LINEAR                 |
| (103079) -                | 1999 XS157            | 8 december 1999  | Socorro            | LINEAR                 |
| (103080) -                | 1999 XG158            | 8 december 1999  | Socorro            | LINEAR                 |
| (103081) -                | 1999 XQ158            | 8 december 1999  | Socorro            | LINEAR                 |
| (103082) -                | 1999 XO159            | 8 december 1999  | Socorro            | LINEAR                 |
| (103083) -                | 1999 XY159            | 8 december 1999  | Socorro            | LINEAR                 |
| (103084) -                | 1999 XO160            | 8 december 1999  | Socorro            | LINEAR                 |
| (103085) -                | 1999 XB161            | 12 december 1999 | Socorro            | LINEAR                 |
| (103086) -                | 1999 XZ161            | 13 december 1999 | Socorro            | LINEAR                 |
| (103087) -                | 1999 XW162            | 8 december 1999  | Kitt Peak          | Spacewatch             |
| (103088) -                | 1999 XD163            | 8 december 1999  | Kitt Peak          | Spacewatch             |
| (103089) -                | 1999 XL163            | 8 december 1999  | Kitt Peak          | Spacewatch             |
| (103090) -                | 1999 XO163            | 8 december 1999  | Kitt Peak          | Spacewatch             |
| (103091) -                | 1999 XJ164            | 8 december 1999  | Socorro            | LINEAR                 |
| (103092) -                | 1999 XU164            | 8 december 1999  | Socorro            | LINEAR                 |
| (103093) -                | 1999 XD166            | 10 december 1999 | Socorro            | LINEAR                 |
| (103094) -                | 1999 XA167            | 10 december 1999 | Socorro            | LINEAR                 |
| (103095) -                | 1999 XH167            | 10 december 1999 | Socorro            | LINEAR                 |
| (103096) -                | 1999 XM167            | 10 december 1999 | Socorro            | LINEAR                 |
| (103097) -                | 1999 XJ168            | 10 december 1999 | Socorro            | LINEAR                 |
| (103098) -                | 1999 XA173            | 10 december 1999 | Socorro            | LINEAR                 |
| (103099) -                | 1999 XL173            | 10 december 1999 | Socorro            | LINEAR                 |
| (103100) -                | 1999 XU173            | 10 december 1999 | Socorro            | LINEAR                 |